# Abyane

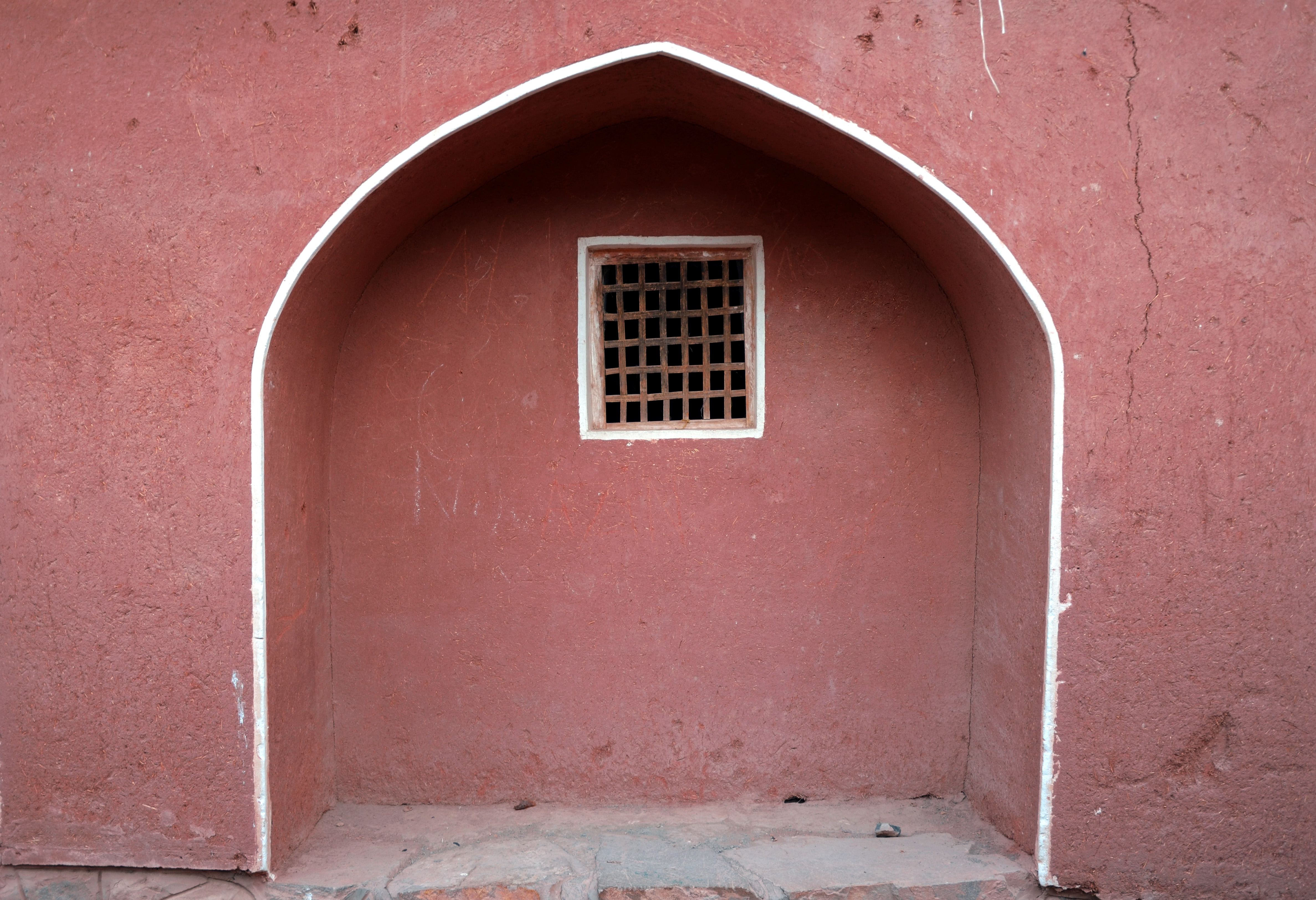

Abyane oder Abyāneh (persisch ابیانه), auch Abyaneh, ist ein historisches Dorf in der Provinz Isfahan in Iran. Es liegt 55 km von Kaschan entfernt im Schahrestan Natanz.
Der in rötlichen Farben gehaltene und folglich als Rotes Dorf bekannte, stufenförmig angelegte Ort liegt an den Hängen des Karkas-Gebirges am Barzrud-Fluss. Er gehört zu den ältesten des Landes. Schmale Gassen und steile Wege führen durch das Dorf. Kleine Wildbäche fließen durch Abyāneh. Im Ortskern verlaufen diese teilweise gedeckelt unter den Straßen und Häusern des Ortes. Heute zählt Abyaneh etwa 300 Einwohner.

## Architektur
Die Häuser im Zentrum des Dorfes sind recht uniform gebaut und bestehen traditionell aus einem Fachwerkgefüge von Bauholz, Lehmziegeln und beigemischtem Stroh. Die Türen der Häuser schmücken oftmals Verzierungen und eingravierte Gedichte. Regeneinwirkung beansprucht das Baumaterial sehr stark, so dass die Lehmabdachungen einer ständigen Erneuerung bedürfen.

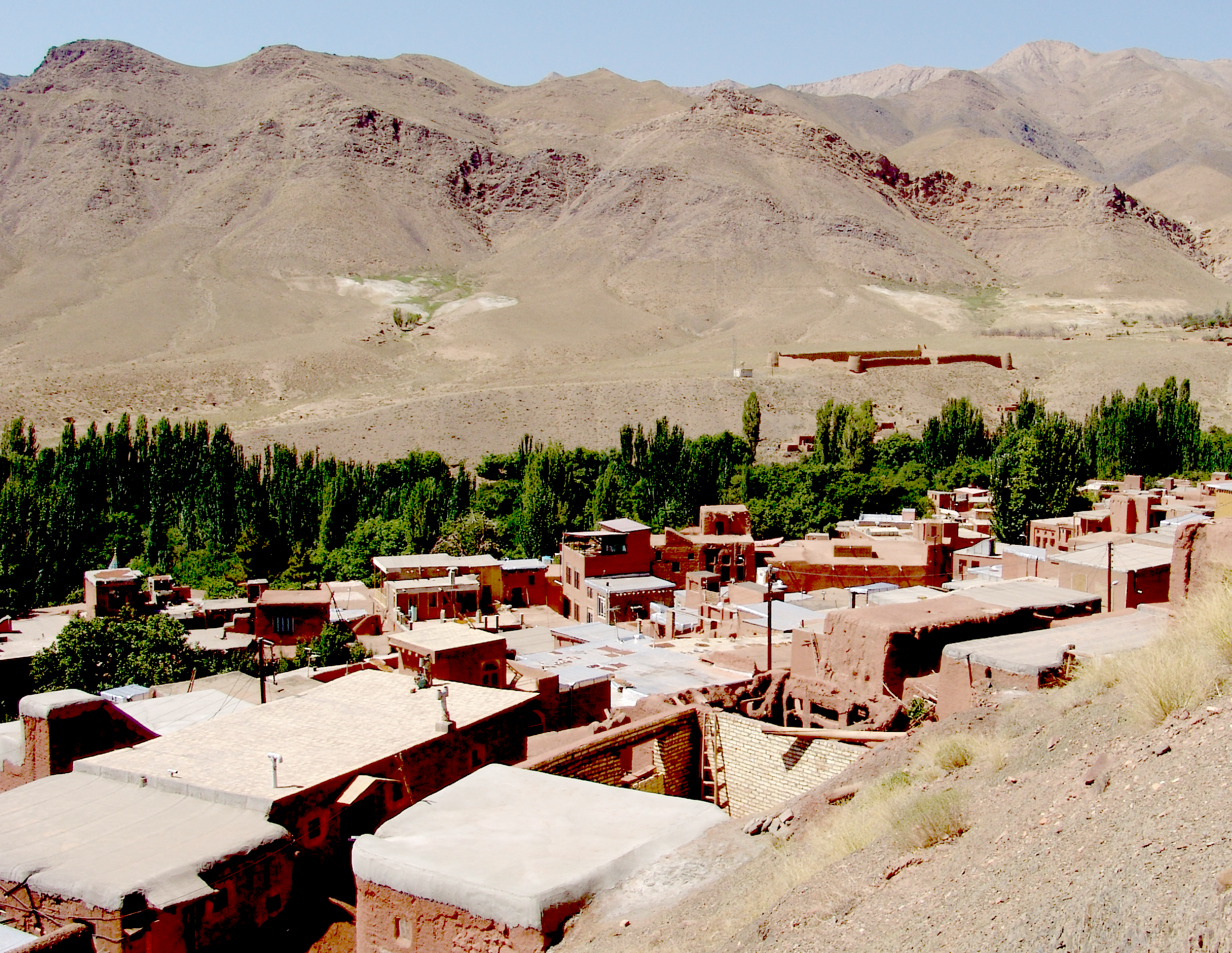
Restaurierung der Dächer: Mit Zement "unzweckmäßig" gedeckte Häuser in Abyāneh

Allerdings verursachen die in jüngster Zeit vermehrt auf den Dächern im Betonguss und mittels Zementverbund durchgeführten Restaurierungsarbeiten – nicht nur in Abyāneh – an den traditionellen Lehmgebäuden Schäden, die schon relativ kurzfristig zur Zerstörung der Bausubstanz führen können, da die Widerlager der Lehmwände zum einen der Belastung nicht standhalten, zum anderen werden derart ausgeführte Dächer leicht durch Regenwasser irreparabel unterspült.

## Sehenswürdigkeiten
Zu den Sehenswürdigkeiten von Abyāneh gehören neben dem historischen Ortskern ein zoroastrischer Feuertempel und drei Forts aus der Sassanidenzeit, weiterhin eine Pilgerstätte und 8 Moscheen. Aus dem 11. Jahrhundert stammt die Jame-Moschee, aus der Zeit der Ilchane die Porzaleh-Moschee. Weitere Sehenswürdigkeiten sind die Häuser von Gholam Nader Schah und von Nayeb Hossein Kaschi aus der Kadscharenzeit.

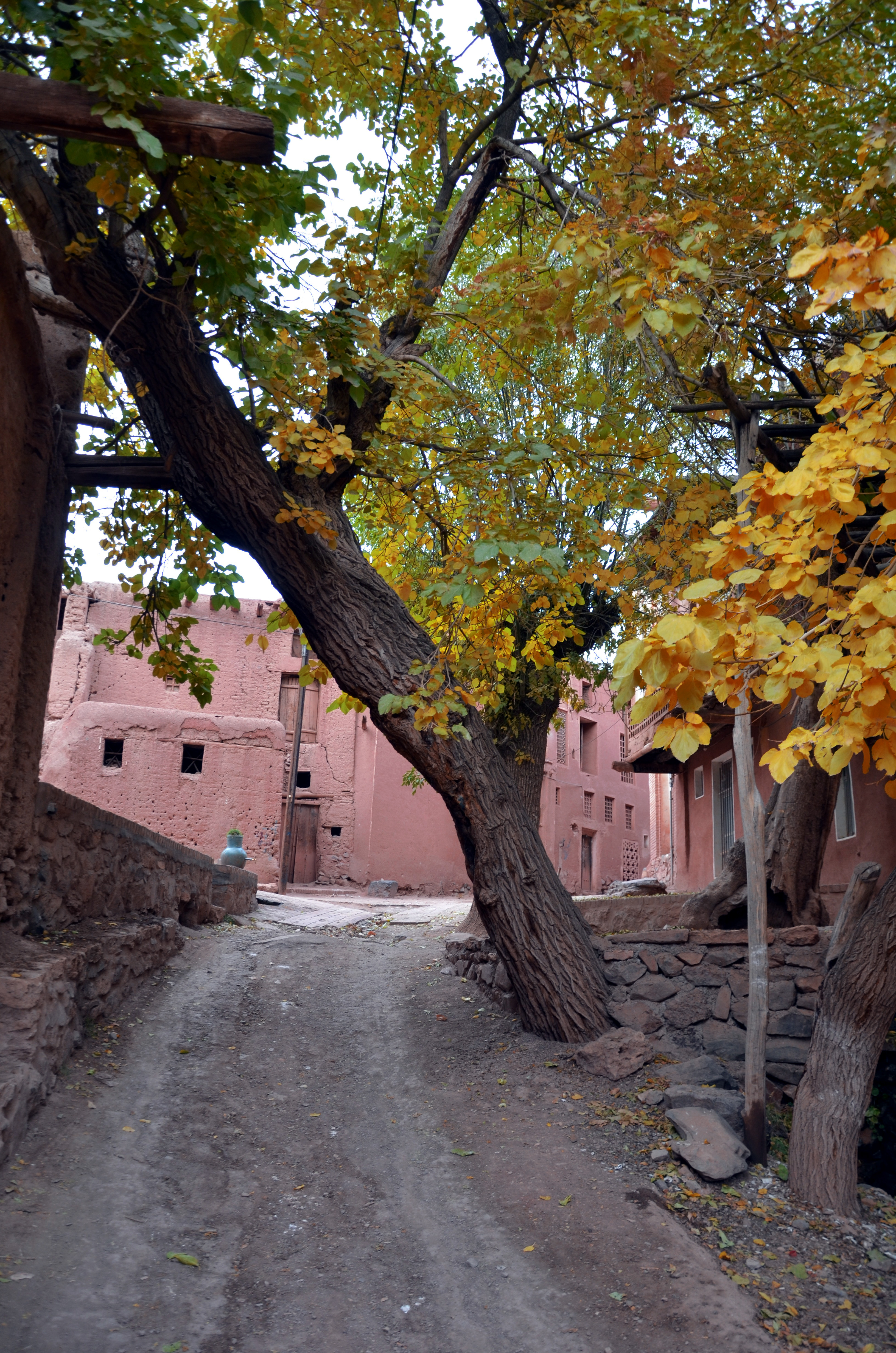

## Kultur
Abyāneh wurde oft als „Eintrittstor“ zur iranischen Geschichte bezeichnet. So geht die lokale Tracht noch auf einen Kleidungsstil aus der Antike zurück, der sich über die Jahrtausende trotz wiederholter Änderungsversuche halten konnte.
Zur typischen weiblichen Kleidung gehört ein langer weißer Schal mit einem farbigen Blumenmuster, der die Schultern und den oberen Teil des Rumpfes bedeckt, außerdem ein knielanger Rock. Der Kleidungsstil hebt sich von dem der angrenzenden Dörfer ab, so dass die Bewohner von Abyāneh deutlich erkannt werden können.
Die gebildeten Bewohner der Stadt sprechen außerdem einen parthischen Pahlavi-Dialekt.
Bis zur Safawidenherrschaft gehörten die Einwohner Abyānehs vorwiegend der zoroastrischen Glaubensgemeinschaft an. Deren Mitglieder wichen im 16. Jahrhundert jedoch zu einem großen Teil nach Yazd, aber auch nach Indien aus.
Seit 2005 werden in Abyāneh archäologische Untersuchungen durch die iranische Organisation für Kulturerbe, Handwerk und Tourismus (ICHHTO) durchgeführt. Seit 2007 steht Abyāneh auf der Vorschlagsliste für das UNESCO-Welterbe.

## Fotos

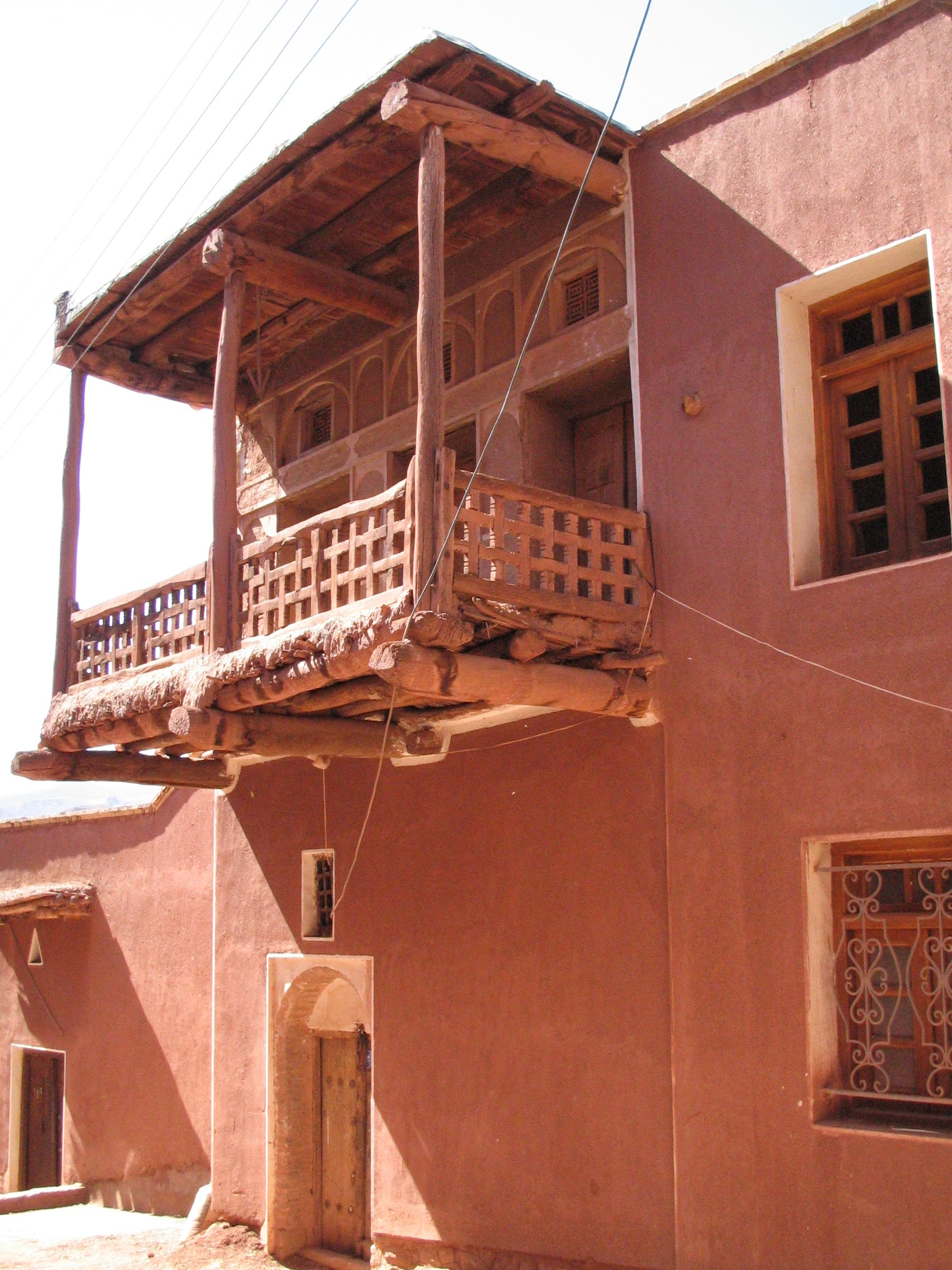
Traditionelles Haus
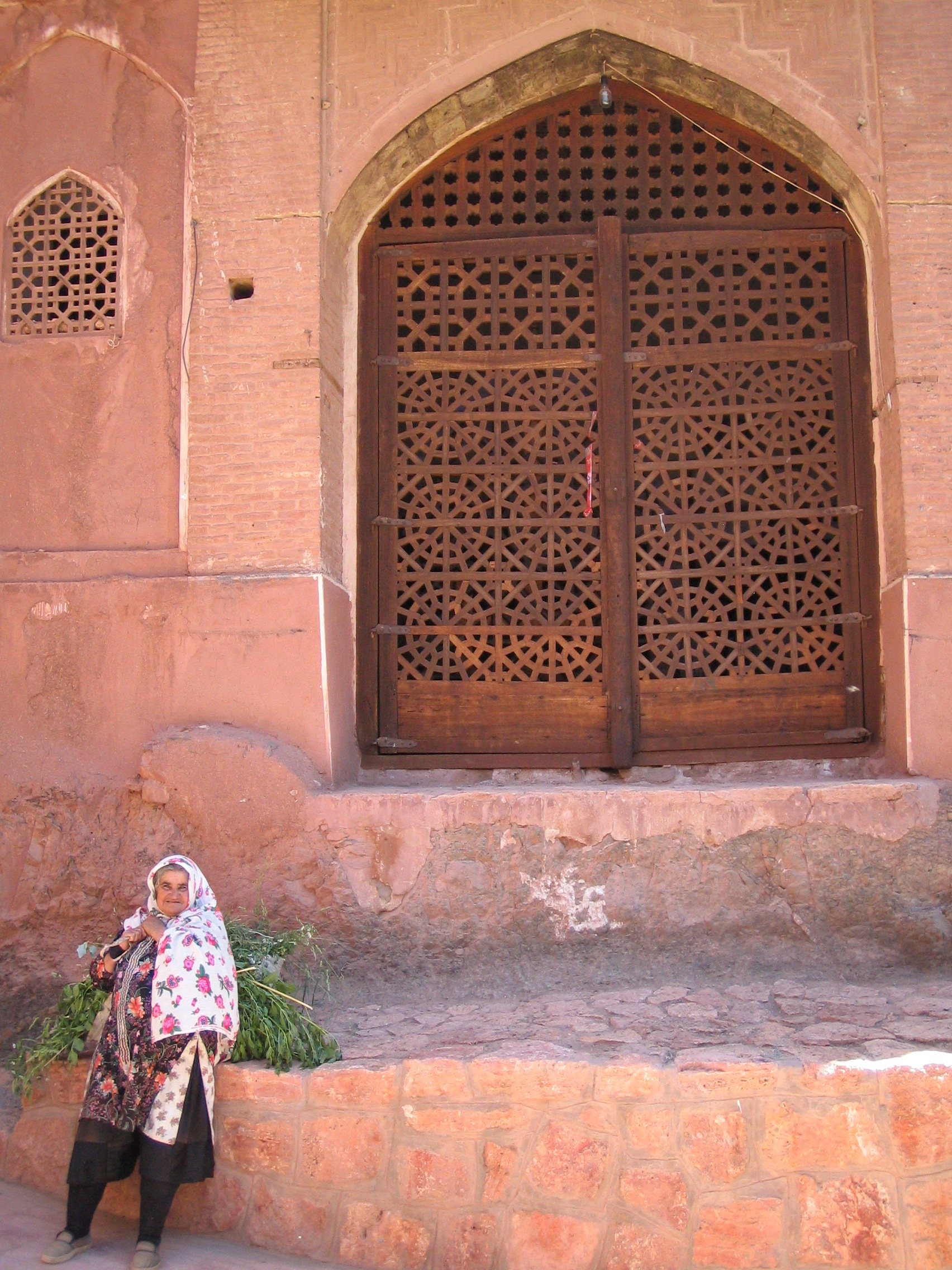
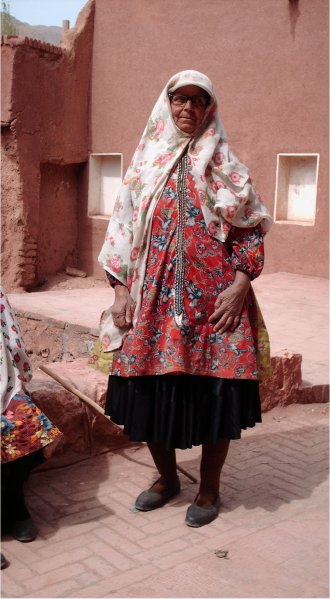
Eine Frau in traditioneller Kleidung
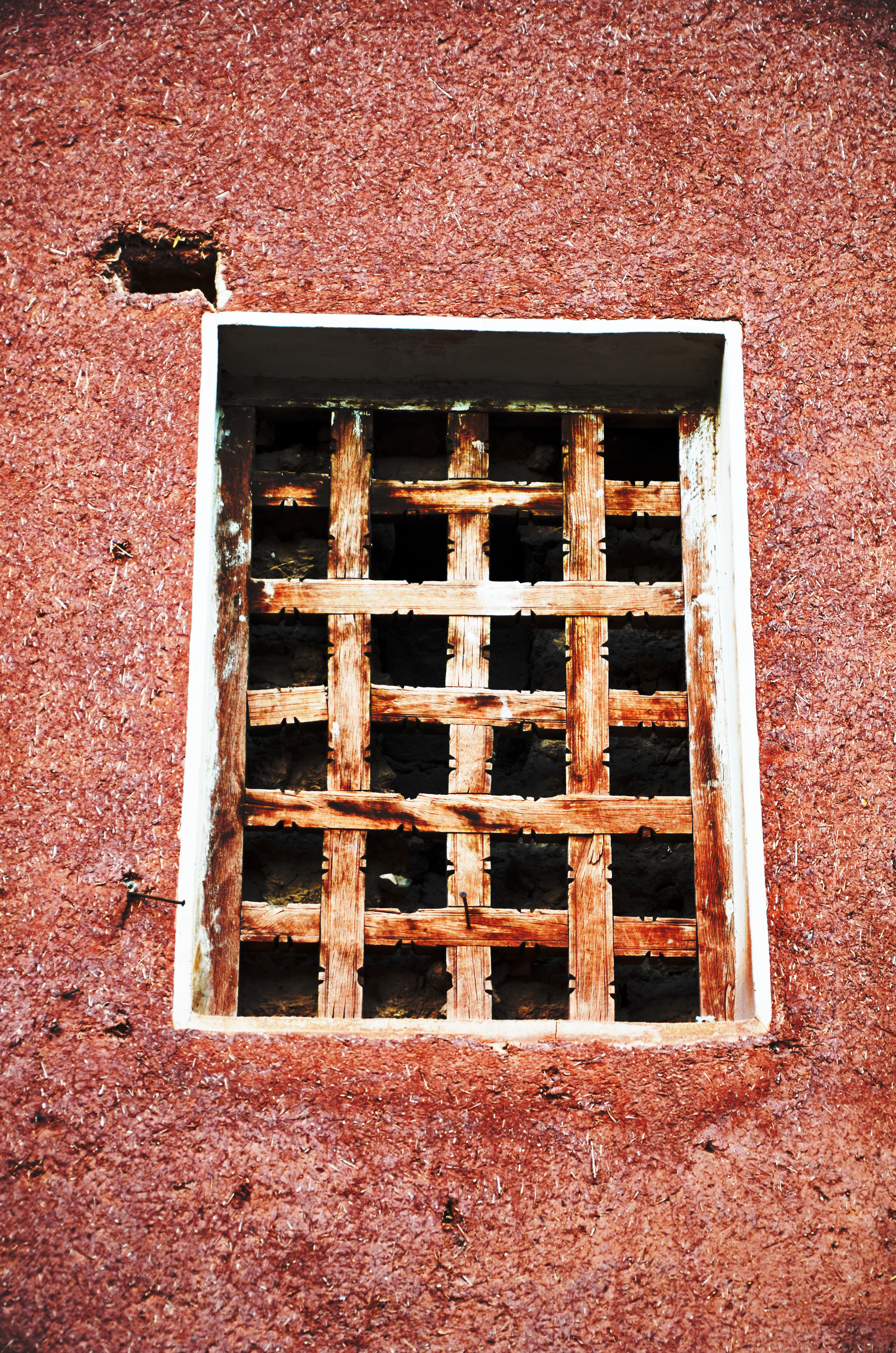
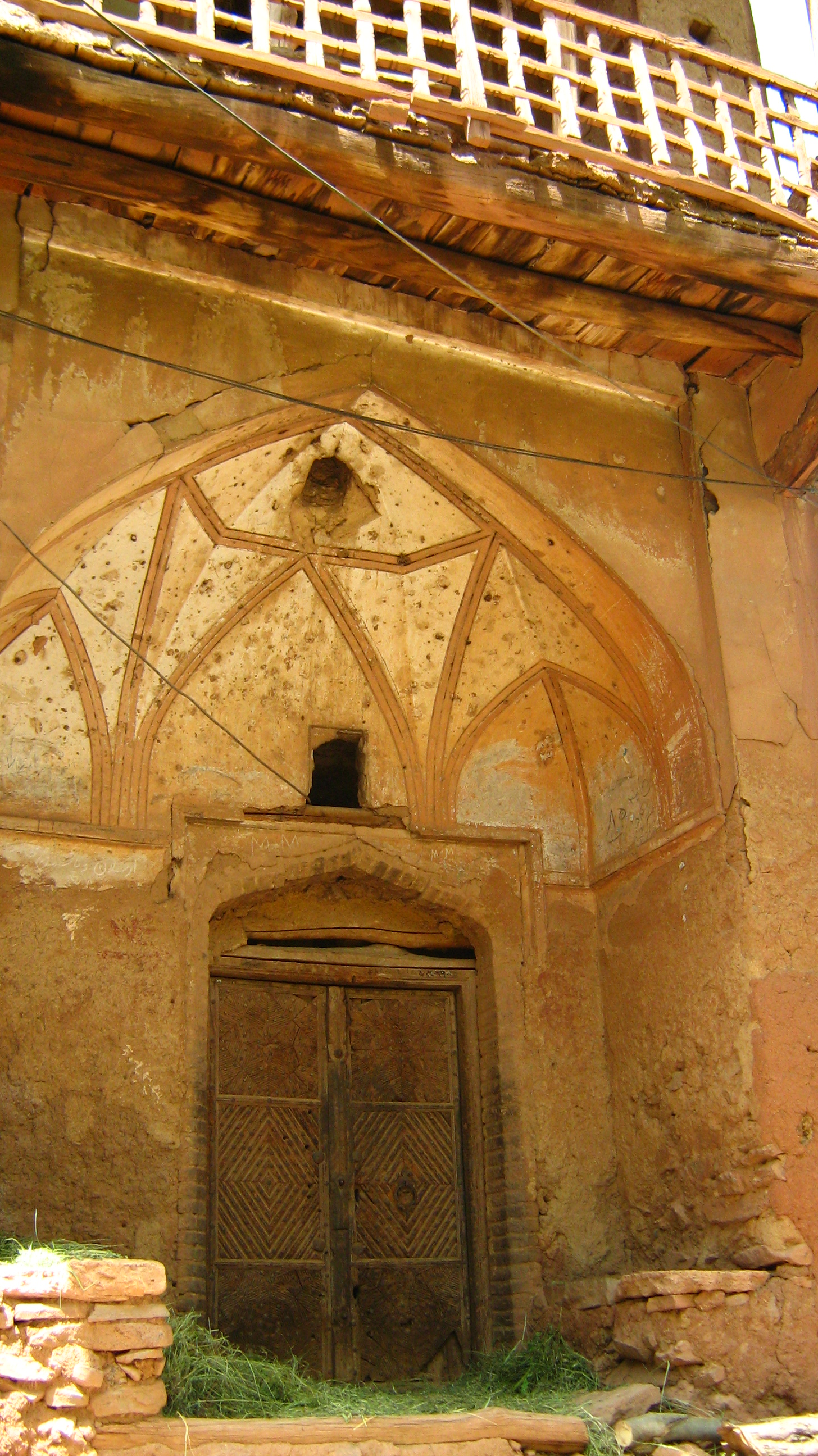
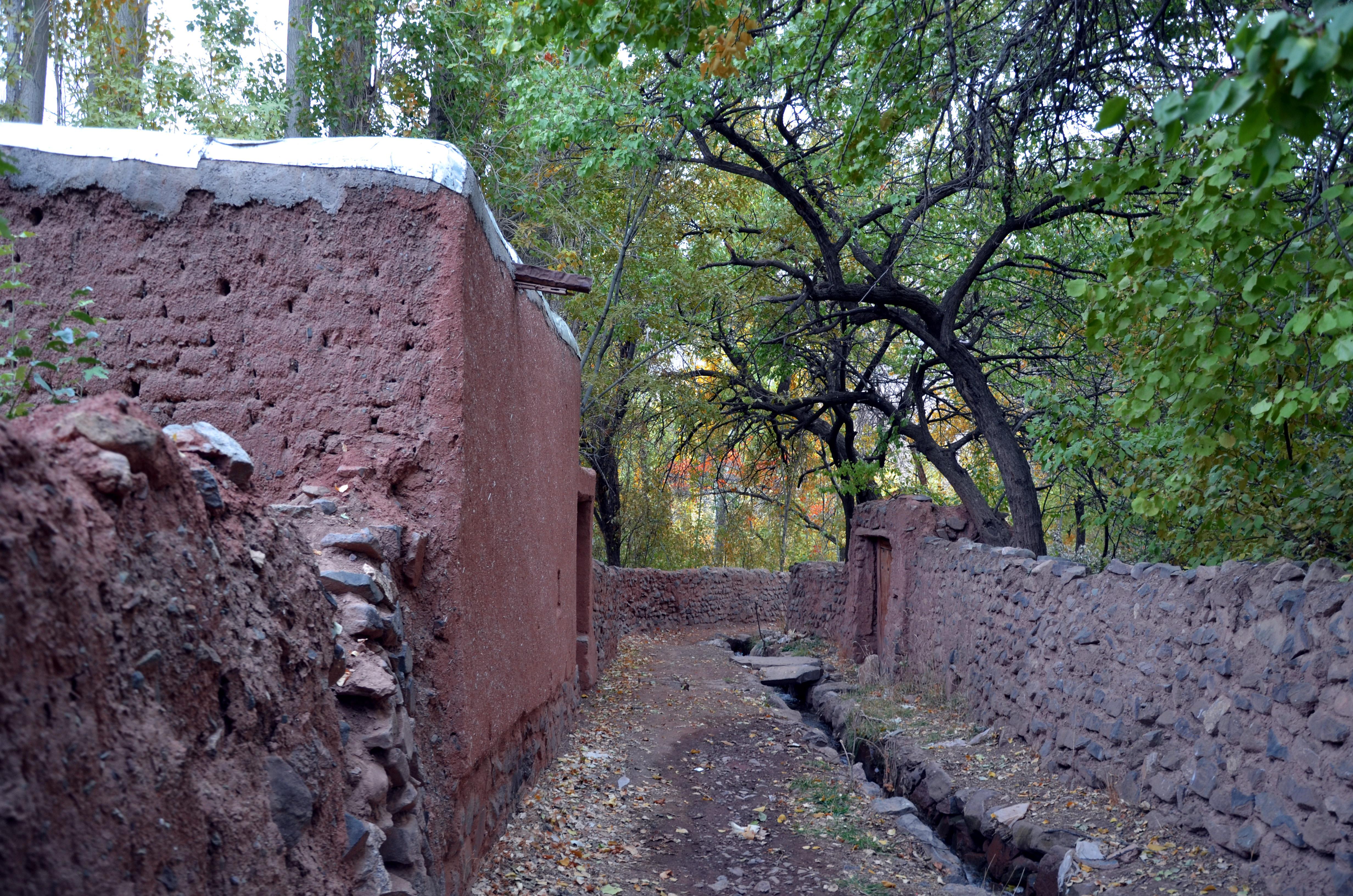
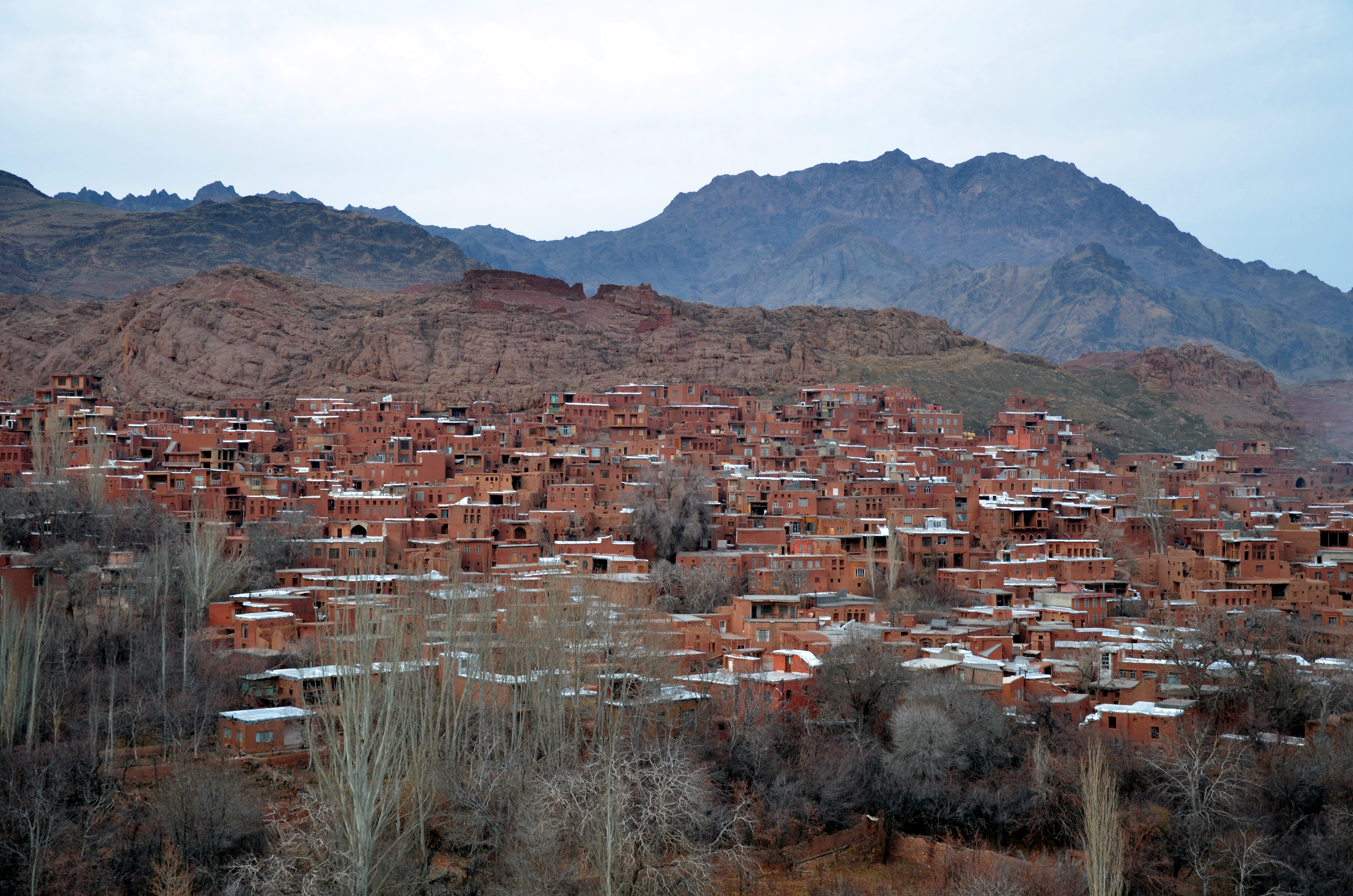
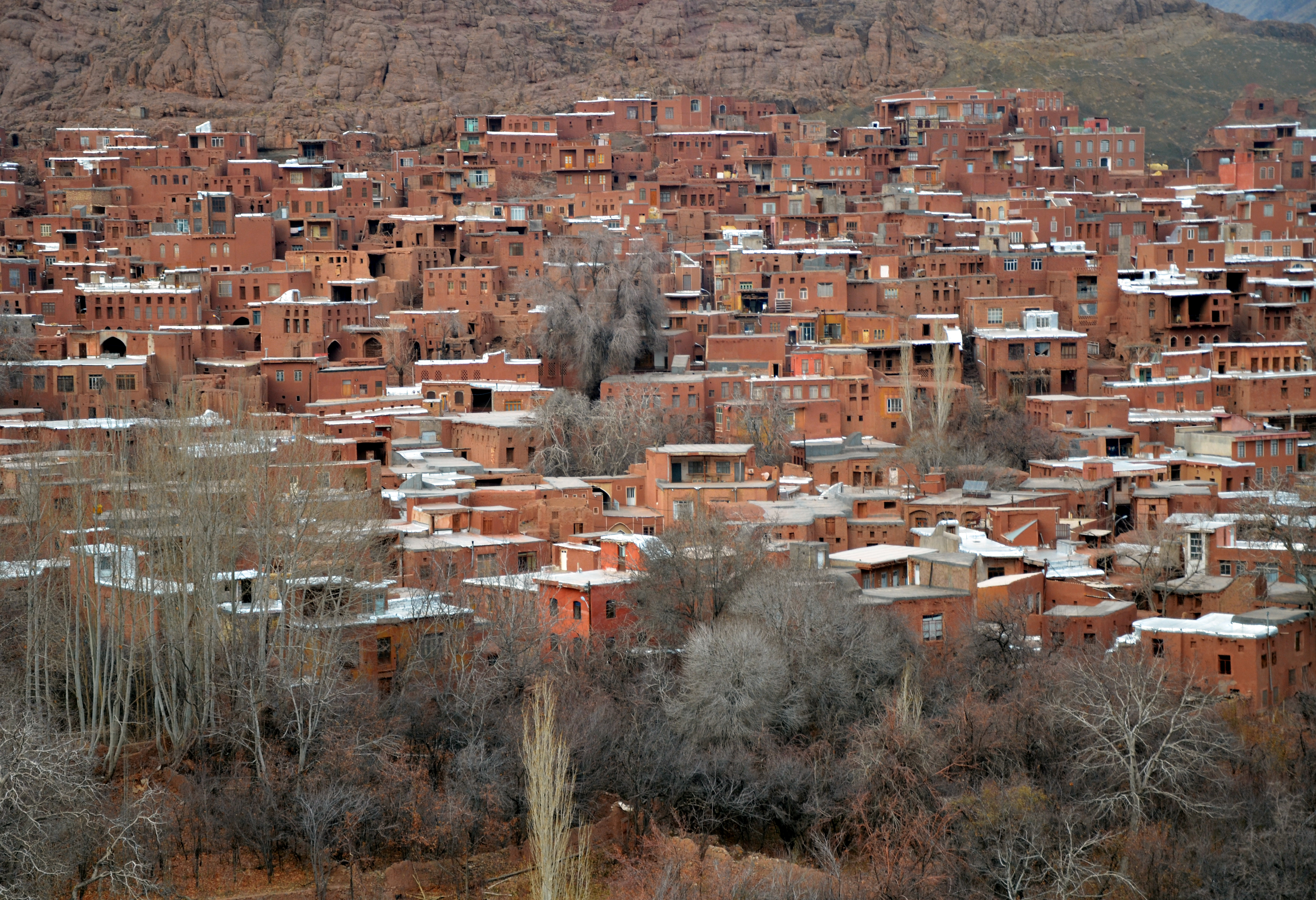
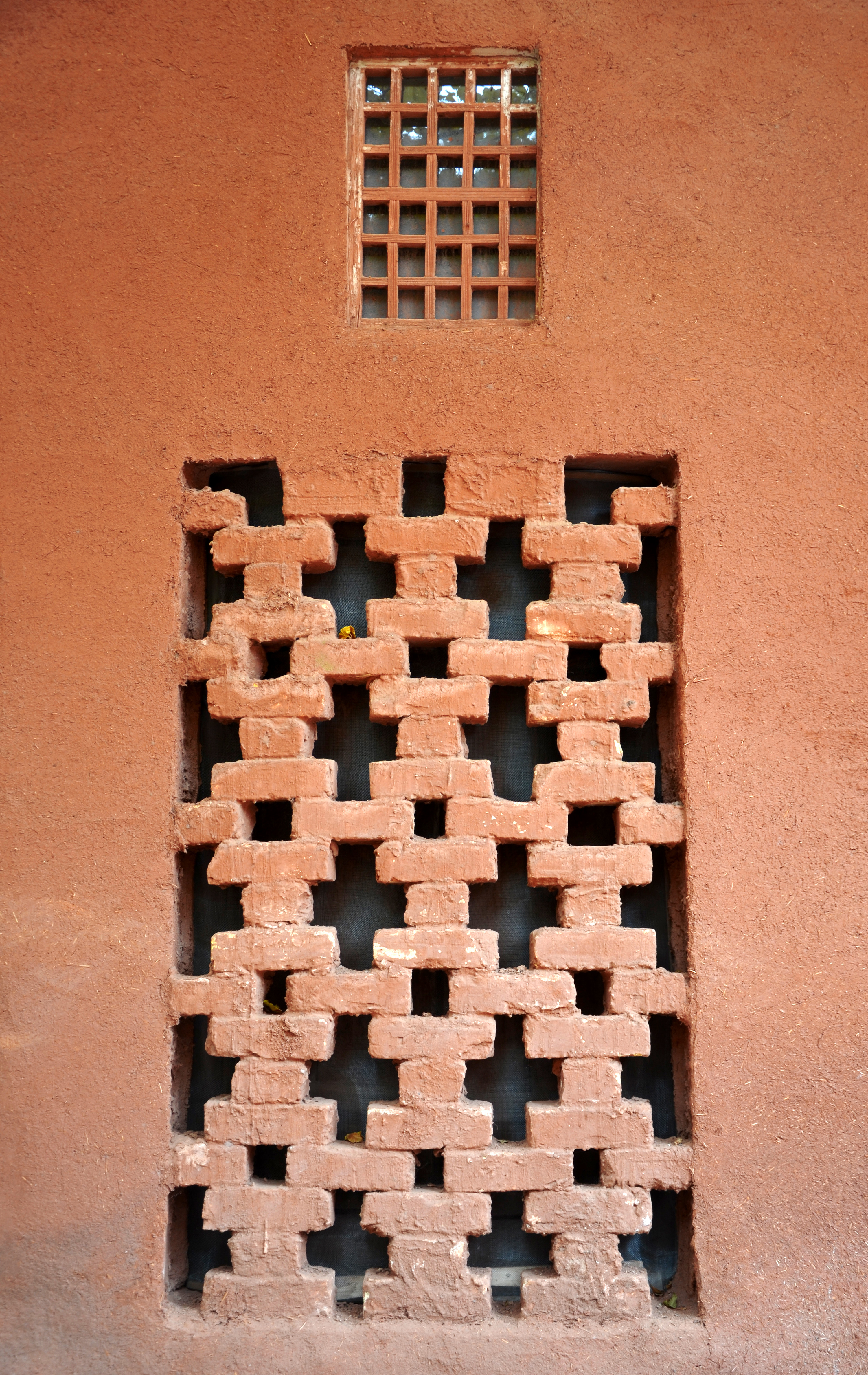
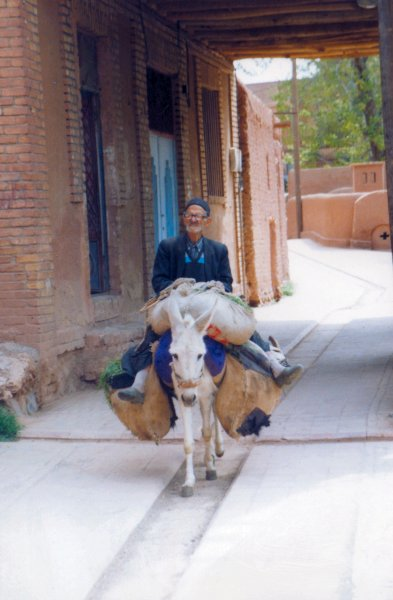
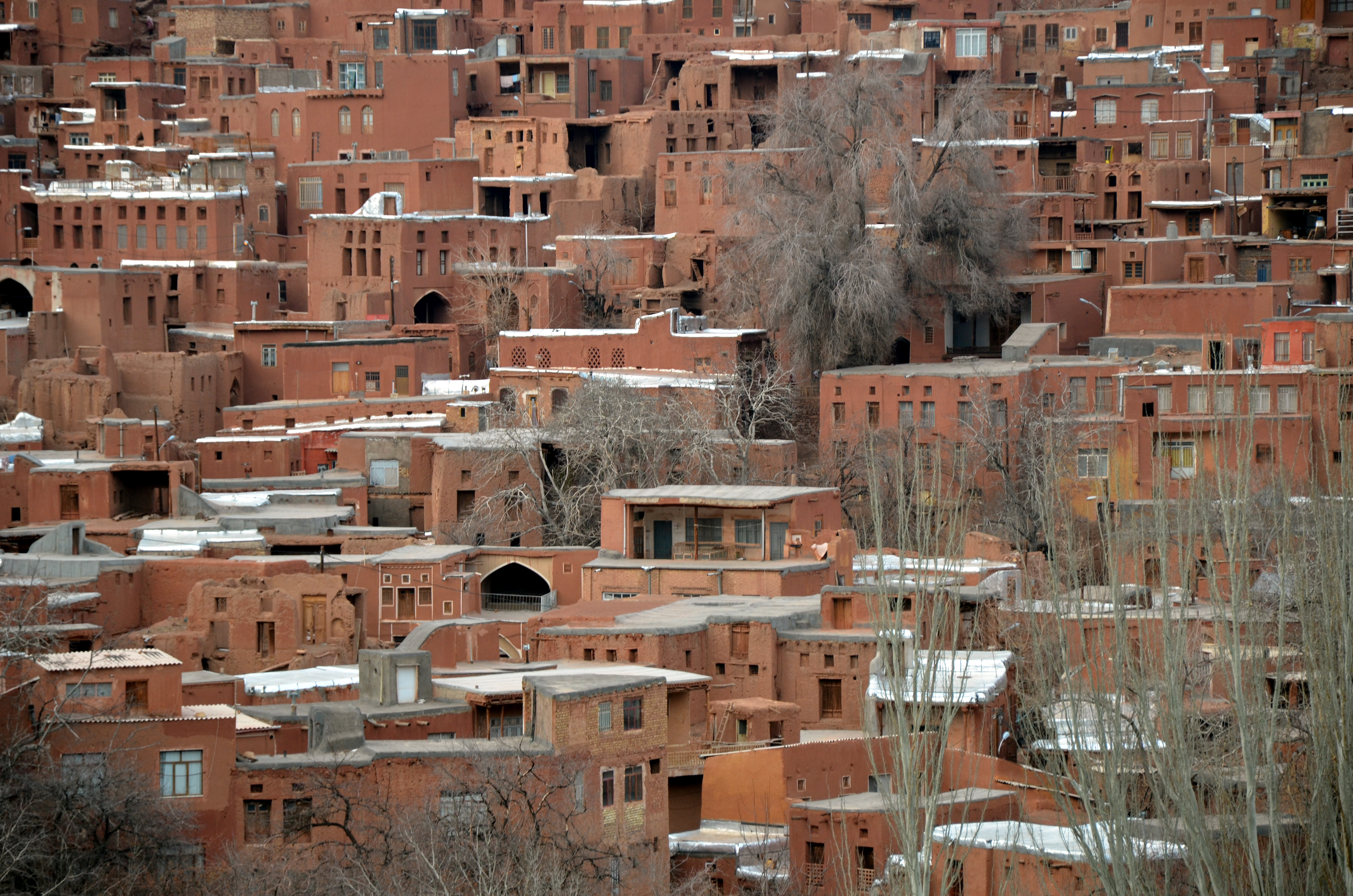
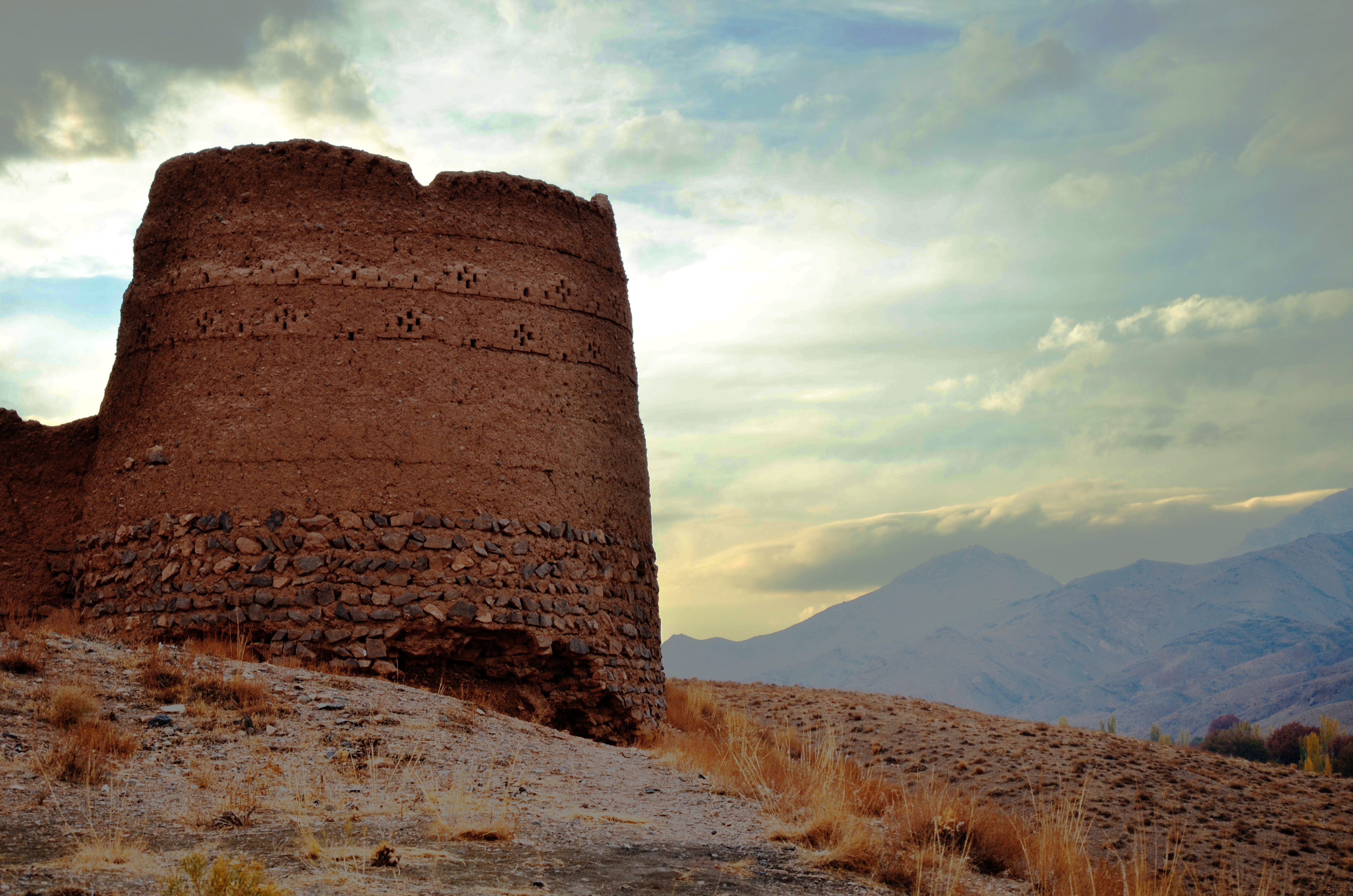
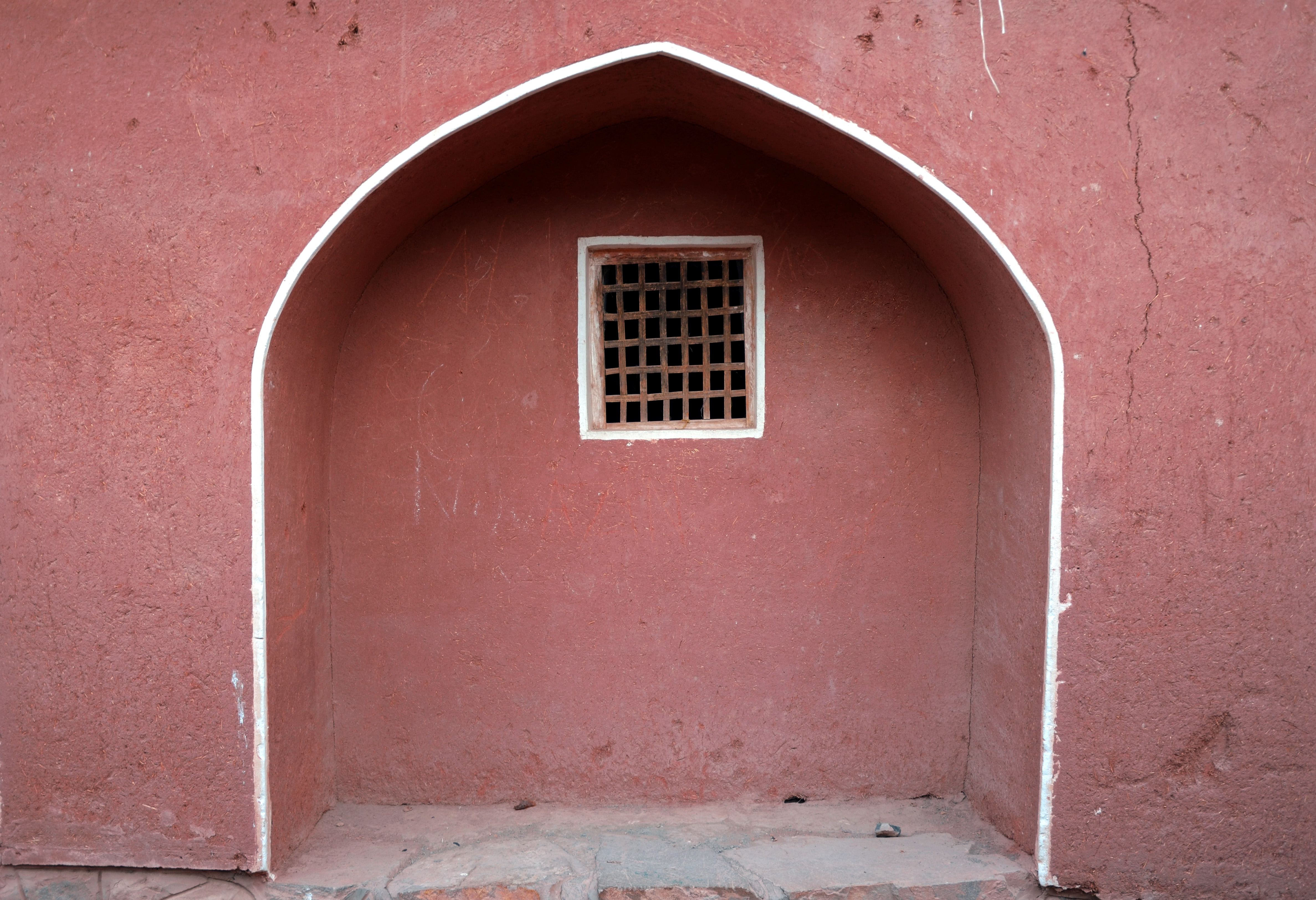